# Kataja
Kataja ist eine kleine unbewohnte Insel (0,71 km²) im Bottnischen Meerbusen, ungefähr 15 km von der Mündung des Torneälv bei Haparanda und Tornio entfernt. Bemerkenswert ist die Insel deswegen, weil sie zwischen Schweden und Finnland geteilt ist. Zwei Grenzsteine und eine Markscheide markieren die Grenze, die hier gleichzeitig den östlichsten Punkt Schwedens darstellt. Der größte Teil der Insel gehört zu Schweden. 
Als 1809 die Grenze zwischen Schweden und Russland (das Finnland von Schweden erobert hatte) gezogen wurde, verlief sie noch im Wasser zwischen Kataja und der noch kleineren finnischen Insel Inakari. Die Landhebung schuf allerdings allmählich eine Verbindung zwischen beiden Inseln und damit eine Landgrenze.